# Души в снежном вихре (фильм)
«Души в снежном вихре» (латыш. Dvēseļu putenis) — латвийский художественный полнометражный военный фильм 2019 года. Снят режиссёром Дзинтарсом Дрейбергсом по одноимённому роману Александрса Гринса. Действие разворачивается в годы Первой мировой войны и последующей борьбы за независимость Латвии.

## Сюжет
16-летний Артурс Ванагс после смерти матери отправляется на фронт Первой мировой войны в составе батальонов латышских стрелков Русской императорской армии. По ходу событий он теряет отца и брата, оказывается в самом центре большой гражданской войны и должен сделать выбор, за кого ему предстоит сражаться.

## В ролях
| Актёр            | Роль          |
| ---------------- | ------------- |
| Ото Брантевич    | Артурс Ванагс |
| Раймондс Целмс   | Эдгарс Ванагс |
| Мартиньш Вилсонс | Ванагс        |
| Екабс Рейнис     | Микелсонс     |
| Гатис Гага       | Конрадс       |
| Ренарс Желтиньш  | Спилва        |
| Вилис Даудзиньш  | Сала          |
| Грета Трушиня    | Марта         |
| Иева Флоренс     | Мирдза        |
| Резия Калныня    | мать          |

## Съёмки
Идея съёмок фильма появилась в 2012 году: депутаты Национального объединения из Сейма Латвии выделили 35 тысяч евро. Планировалось, что съёмками займётся компания F.O.R.M.A., продюсером станет Гатис Упмалис, режиссёром — Арманд Звирбулис, сценаристом — Айвис Лапиньш. В 2013 году комиссия Сейма Латвии по образованию, науке и культуре под руководством Ины Друвиете (фракция «Единство») предложила включить в бюджет фильма ещё 1,35 млн евро, распределив их на три года.
В 2014 году Министерство культуры Латвии выделило съёмочной группе 200 тысяч евро. Изначальный бюджет оценивался в 2,1 млн евро, однако позже создатели отказывали назвать итоговую сумму, затраченную на съёмки фильма. При этом фильм не присутствовал в списке тех, которые Национальный киноцентр финансировал к 100-летию Латвии, и выделение средств Комиссией должно было состояться в обход процедур распределения средств Национальным киноцентром и закону «О кино», принятому во время работы Ивара Годманиса и Хелены Демаковой в латвийском правительстве. Следующая сумма в 200 тысяч евро была выделена в 2015 году, однако сама процедура расколола латвийскую киноиндустрию на две части, которые диаметрально противоположно смотрели на подобное финансирование.
По ходу фильма сменилась съёмочная группа: внучка Александрса Гринса Нора как держательница авторских прав добилась смены творческой команды. В свою очередь, Комиссия Сейма поддержала выделение в 2016 и 2017—2018 годах двух траншей в размере 467 500 евро каждый. Для съёмок фильма была задействована аудиозапись исполнения Янисом Фришем песни на латышском языке (сделана в 1982 году руководителем хора «Vilki» Андрисм Балцерсом), а музыку писала Лолита Ритманис, потомок латышских мигрантов, которая дважды номинировалась на премию «Эмми» и получила одну статуэтку за саундтрек к мультсериалу Batman Beyond.
В фильме снялись два министра обороны Латвии: Артис Пабрикс (в массовке) и Раймондс Бергманис (камео)

## Реакция
Фильм вышел на экраны 8 ноября 2019 года и стал самым просматриваемым в латвийских кинотеатрах: его посмотрели 102 тысячи зрителей за неполных 11 дней, что сделало фильм рекордным по числу просмотров за всю историю независимой Латвии и позволило перебить рекорд фильма «Стражи Риги» 2007 года (режиссёр — Айгар Грауба). 20 февраля 2020 года состоялась премьера фильма в Европе
По итогам 2019 года Латвийские общественные СМИ присудили фильму премию «Килограмм культуры» в категории «Событие года».

## Награды и номинации
| Год  | Награда                                       | Категория                         | Итог      |
| ---- | --------------------------------------------- | --------------------------------- | --------- |
| 2020 | IMAGO International Awards for Cinematography | Лучший оператор (Валдис Целминьш) | Номинация |

В 2019 году создатели фильма удостоены Почётной грамоты Президента Латвии.